# Феміністична ініціатива
Жіноча ініціатива (швед. Feministiskt initiativ, Fi) — шведська феміністична політична партія лівого спрямування. Виступає за соціальну рівність чоловіків і жінок.
Про плановане створення партії було оголошено на прес-конференції у Стокгольмі 4 квітня 2005 року. Її ядром став зростаючий жіночий рух навколо Гудрун Шуман, активістки і колишнього лідера Лівої партії Швеції. Через 6 днів група «Жіноча ініціатива» підтвердила, що до неї вступило 2500 осіб.
Нині партію очолює перший виконавчий комітет у складі: Сіссел Бланко, Анн-Марі Тун, Гудрун Шуман, Стіна Свенссон і Карл Емануельссон та ін.
«Жіноча ініціатива» двічі брала участь у виборах до Риксдагу (2006, 2010), на яких набирала менше 1 %. Такий низький результат не дозволив їй провести свого представника до парламенту, хоча у 2005 році опитування громадської думки передбачали їй підтримку до 10 %. На виборах до Європарламенту 2009 року партія показала результат у 2,2 %. У місцевій раді містечка Сімрісхамн «Жіноча ініціатива» є третьою за представництвом партією, отримавши 8,9 % голосів і 4 місця.
На підтримку ініціативи висловлювалися багато відомих діячів культури. Так, у 2006 році в агітаційній кампанії партії брала участь американська акторка Джейн Фонда. У 2009 році Бенні Андерссон, колишній учасник групи ABBA, передав партії 1 млн шведських крон.